# Bief-du-Fourg
Bief-du-Fourg ist eine Gemeinde im französischen Département Jura in der Region Bourgogne-Franche-Comté.

## Geographie
Bief-du-Fourg liegt auf 860 m, etwa 17 Kilometer ostnordöstlich der Stadt Champagnole. Das Bauerndorf erstreckt sich im Jura auf einer ausgedehnten Hochfläche, die östlich an das Val de Mièges anschließt.
Die Fläche des 10,20 km² großen Gemeindegebiets umfasst einen Abschnitt des französischen Juras. Das gesamte Gebiet wird von einer Hochfläche eingenommen, die durchschnittlich auf 860 m liegt. Sie weist nur sehr geringe Reliefunterschiede auf und ist hauptsächlich von Wies- und Weideland bedeckt. Das Hochplateau besitzt keine nennenswerten oberirdischen Fließgewässer. In einigen Mulden, welche durch Mergel- und Tonschichten abgedichtet sind, konnten sich Hochmoore und einzelne Moorweiher entwickeln. Nach Osten erstreckt sich das Gemeindeareal bis an das Südufer des Moorsees Étang de Frasne und nach Norden über die Flur Briselaine in das Waldgebiet Bois de la Ville. Mit 883 m wird am südlichen Gemeinderand nahe bei Petit-Villard die höchste Erhebung von Bief-du-Fourg erreicht.
Nachbargemeinden von Bief-du-Fourg sind Courvières und Frasne im Norden, Bonnevaux im Osten, Mignovillard und Communailles-en-Montagne im Süden sowie Censeau im Westen.

## Geschichte
Erstmals urkundlich erwähnt wird Bief-du-Fourg im 13. Jahrhundert. Bief ist freigrafschaftlicher Dialekt, zu Deutsch „Bach“, Fourg heißt auf Deutsch „Ofen“. Lange Zeit hieß die Gemeinde Bief-du-Fort (zu Deutsch: Burgbach). Im Mittelalter gehörte das Dorf zur Herrschaft Nozeroy. Der Ortschaft wurden im Jahr 1350 gewisse Freiheitsrechte zugesprochen, um die Besiedlung des Gebietes zu fördern. Zusammen mit der Franche-Comté gelangte Bief-du-Fourg mit dem Frieden von Nimwegen 1678 an Frankreich.

## Sehenswürdigkeiten

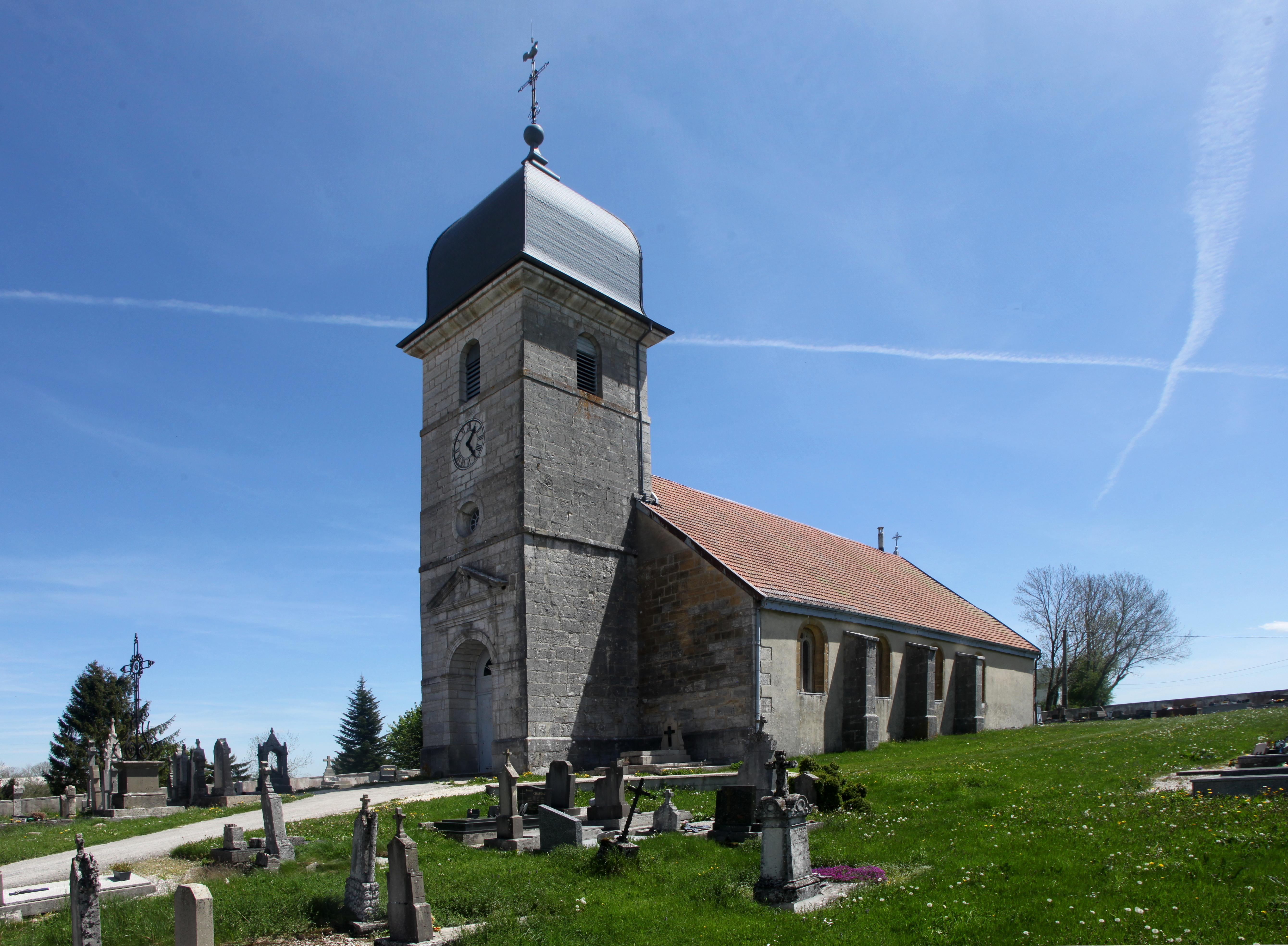
Kirche Saint-André

Die Dorfkirche Saint-André in Bief-du-Fourg wurde im 18. Jahrhundert errichtet. Ein Herrschaftssitz stammt aus dem 19. Jahrhundert.

## Bevölkerung
| Jahr                       | 1962 | 1968 | 1975 | 1982 | 1990 | 1999 | 2006 | 2017 |
| Einwohner                  | 161  | 150  | 125  | 136  | 122  | 131  | 150  | 203  |
| Quellen: Cassini und INSEE |      |      |      |      |      |      |      |      |

Mit 217 Einwohnern (Stand 1. Januar 2022) gehört Bief-du-Fourg zu den kleinsten Gemeinden des Départements Jura. Nachdem die Einwohnerzahl in der ersten Hälfte des 20. Jahrhunderts markant abgenommen hatte (1886 wurden noch 377 Personen gezählt), wurde seit Beginn der 1990er Jahre wieder ein leichtes Bevölkerungswachstum verzeichnet.

## Wirtschaft und Infrastruktur
Bief-du-Fourg war bis weit ins 20. Jahrhundert hinein ein vorwiegend durch die Landwirtschaft, insbesondere Milchwirtschaft und Viehzucht geprägtes Dorf. In den Moorgebieten wurde früher Torf gestochen. Daneben gibt es heute einige Betriebe des lokalen Kleingewerbes, darunter eine Käserei. Einige Erwerbstätige sind auch Wegpendler, die in den größeren Ortschaften der Umgebung ihrer Arbeit nachgehen.
Die Ortschaft liegt abseits der größeren Durchgangsstraßen nahe einer Departementsstraße, die von Censeau nach Labergement-Sainte-Marie führt. Weitere Straßenverbindungen bestehen mit Frasne, Mignovillard und Communailles-en-Montagne.